# Hengdian World Studios
A Hengdian World Studios a világ legnagyobb filmstúdiója. Tungjang (Dongyang) egyik településén, Csöcsiang (Zhejiang) tartományban található.

## Építése
A stúdió a Hszü Ven-zsung (Xu Wenrong), farmerből lett milliomos által alapított Hengdian Group tulajdona. Hszü (Xu) hatalmas mezőgazdasági területek helyén hozta létre Ázsia legnagyobb stúdióját, a Hollywood mintájára időnként Chinawoodként emlegetett Hengdian World Stúdiót. Az építési munkálatok az 1990-es évek közepén kezdődtek, és folyamatosan zajlanak. Legújabb része a régi nyári palota másolata.

## Területe
A stúdió teljes 330 hektáros területén tizenhárom forgatási helyszín van, közel 500 ezer négyzetméter beépítve. A stúdió méretén kívül számos tárgyban egyedülálló. A helyszínen található Kína legnagyobb beltéri Buddha-szobra, a legnagyobb méretű beltéri stúdió (1944 négyzetméter), illetve 2005-ös adat szerint a legtöbb film és televíziós műsor felvételei készültek a területen.
A stúdió egyik legnagyobb épülete a császári palota, amit napjainkban is használnak. A nemzetközileg elismert Csang Ji-mou (Zhang Yimou) itt forgatta 2002-es Hős című filmjének egyes jeleneteit. Egy hongkongi televíziós drámasorozathoz (A Step into the Past), mely az első Csin (Jin) császár történetét dolgozza fel, szintén ezt a helyszínt használták a készítők, valamint a Jackie Chan és Jet Li főszereplésével készült A tiltott királyság felvételeihez is. Számos televíziós sorozatot forgatnak itt, például a Nirvana in Fire is részben itt készült.
A stúdióban forgatott filmekben rendszeresen alkalmazzák a helybéli lakosságot a tömegjelenetekhez. Napjainkban a Hengdian World Studios területén vidámpark is működik, olyan látnivalókkal, mint Kanton és Hongkong utcái, a Csin (Jin) császári palota, a Ta-cse (Dazhi) templom és a Ming és Csing-dinasztia (Qing-dinasztia) palotája.

## Galéria

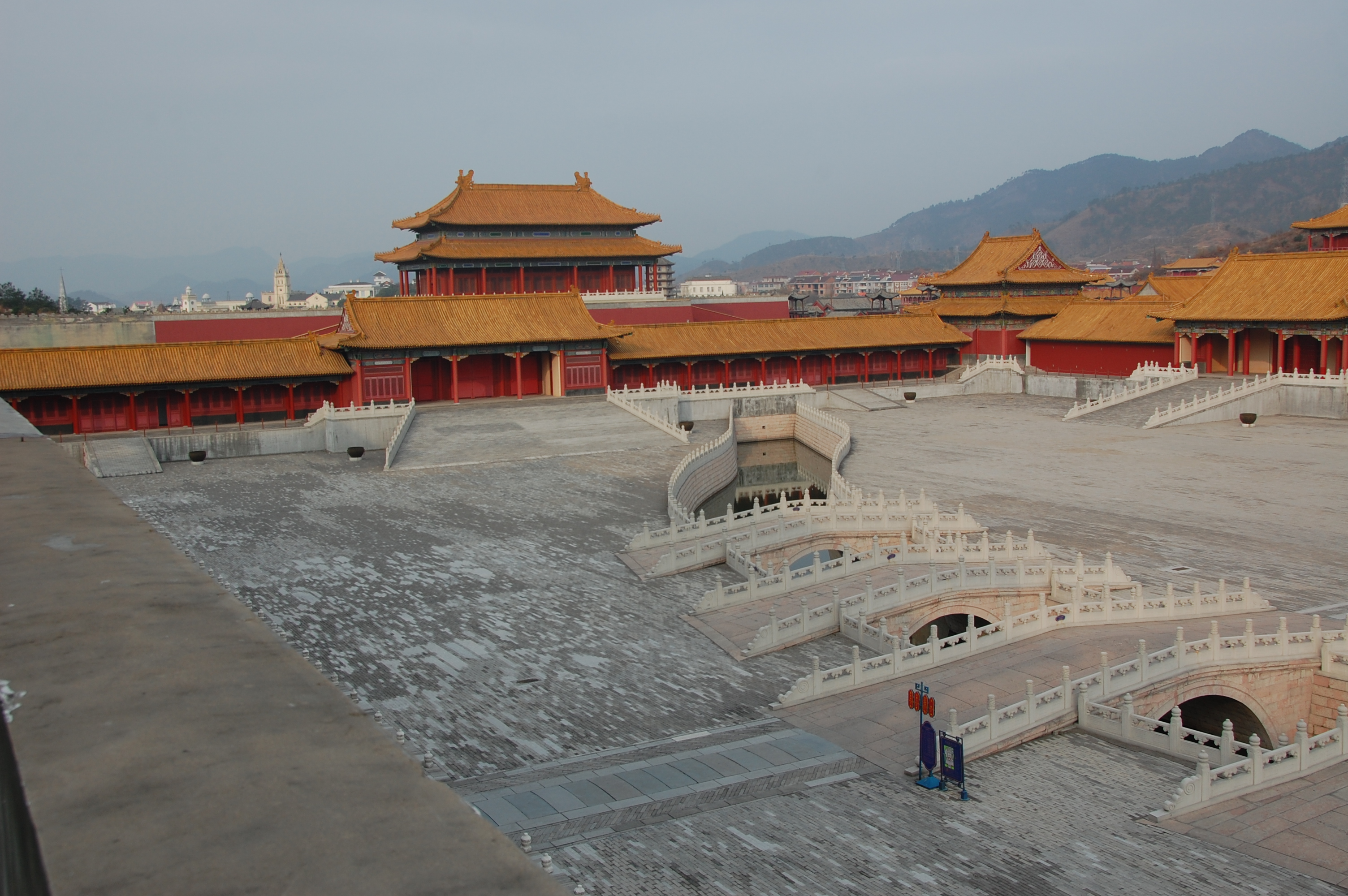
Ming / Csing (Qing) palota
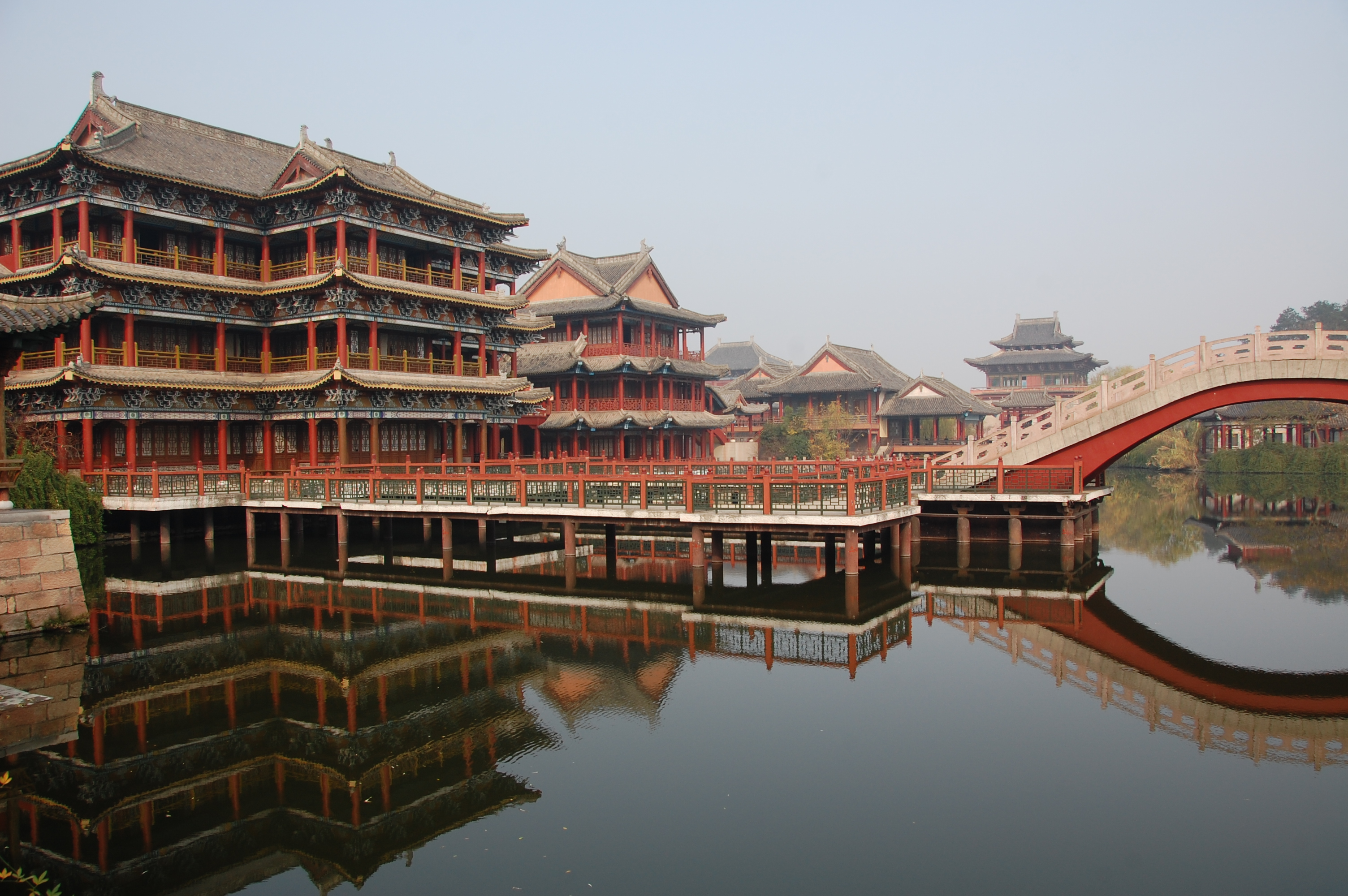
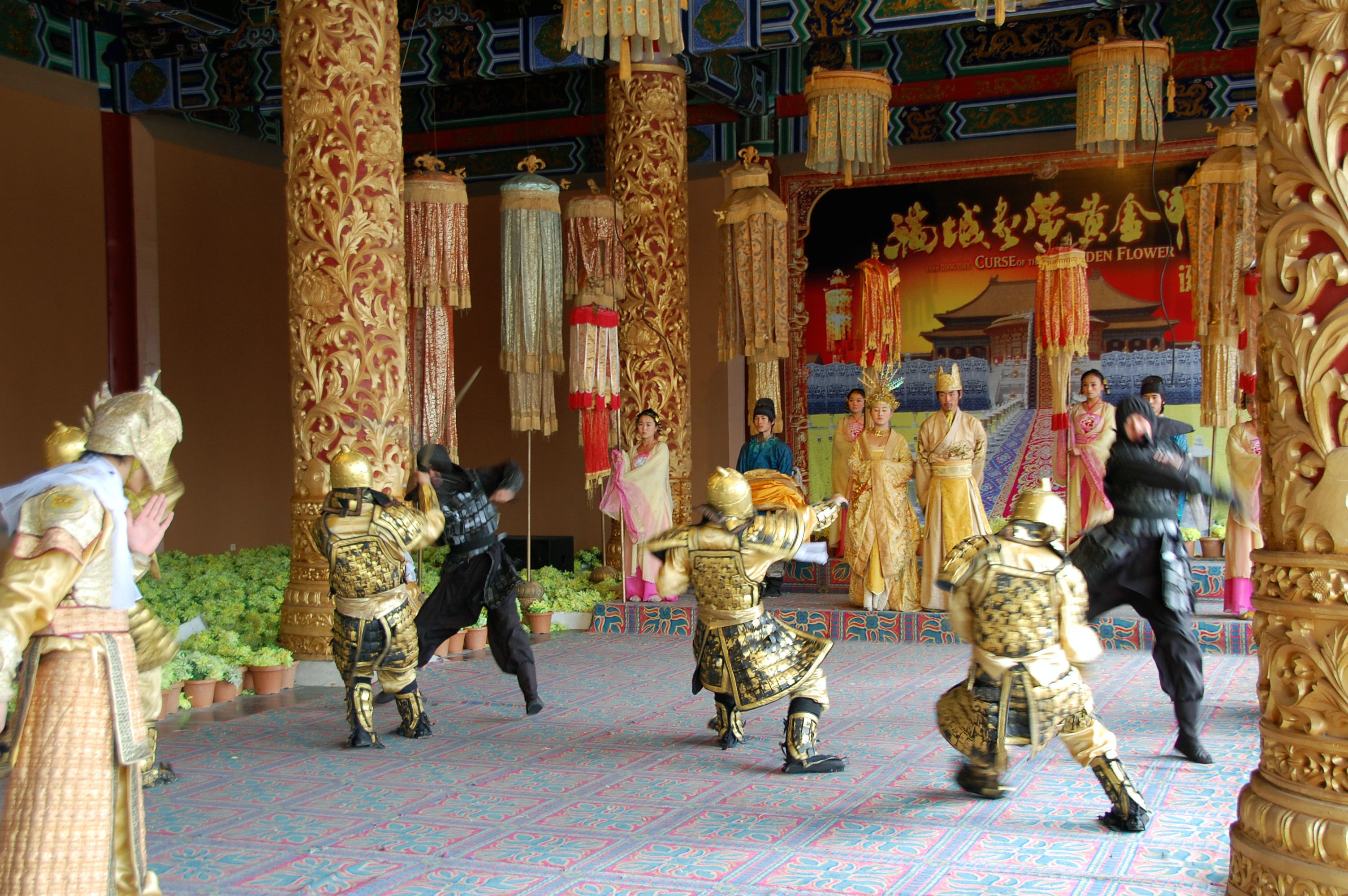
Az aranyszirmok átka című film forgatási helyszíne